# Lempira (monnaie)
Pour les articles homonymes, voir HNL.
Le lempira hondurien est la monnaie officielle du Honduras. La devise a été introduite en 1931, afin de remplacer le peso. Il existe des pièces de 1, 2 , 5 ,10 , 20 et 50 centime et des billets de 1 , 2 , 5 , 10 , 20 , 50 , 100 , 200 et 500 lempiras. 

## Histoire
Cette monnaie se nomme ainsi en hommage au cacique Lempira du peuple lenca, un chef amérindien qui lutta contre les Espagnols. C'est un héros national et il figure sur le billet d'1 lempira (de couleur rouge) et sur la pièce de 50 centavos. 